# ラオス証券取引所
ラオス証券取引所（ラオスしょうけんとりひきじょ、英語：Lao Security Exchange, LSX、ラーオ語: ຕະຫຼາດຫຼັກຊັບລາວ））は、ラオスのビエンチャンにある証券取引所である。取引時間は祝祭日を除く月から金曜の8:30～11:00（現地時間）。
また、現在国債、社債の売買についても検討中とされ2016/17年度中の開始を計画している。
証券市場ではその取引の58%が外国人投資家、29%がラオス人投資家、10%が企業によるものと発表されている 。

## 上場
上場企業数は4社である。2020年までに25社の上場を計画している。
上場企業は4年間の法人税の5%の減税措置が与えられる。
| No. | 社名                           | 略称    | 外部リンク | 上場年月日     |
| --- | ------------------------------ | ------- | ---------- | -------------- |
| 1   | ラオス外国商業銀行             | BCEL    |            | 2011年1月11日  |
| 2   | ラオス電力発電                 | EDL-GEN |            | 2011年1月11日  |
| 3   | ラオワールド                   | LWPC    |            | 2013年12月25日 |
| 4   | ペトロリアムトレーディングラオ | PTL     |            | 2014年12月9日  |

上場を検討している企業としては
City Logistic lao Co.,Ltd（ロジスティック）
Joint Development Bank（銀行）
Souksomboun（セメント）
ラオス国営航空（航空）
Lao Cement Inductry Co.,Ltd（セメント）
ETL（通信）
三江（不動産開発）
ラオス農業奨励銀行（銀行）
等がある。

## 沿革
ラオス証券取引所は中央銀行（BOL）が51%、韓国証券先物取引（KRX）が49%を出資して2000万ドルの資本で設立された。
これまで証券市場設立指揮委員会が2007年11月に設置、さらに2008年1月22日には設立責任委員会が設置され、その後2009年7月4日には証券・証券市場管理委員会事務所が正式にオープンした。
2009年9月29日には7階建ての証券市場ビルの定礎式が行われ、2010年10月10日に完成、証券市場ビルがオープンした。
その後2011年1月11日から国営企業のラオス電力発電、ラオス外国商業銀行の売買が開始された。
国際証券管理機関（IOSCO）への加盟準備中である。

## 証券会社
証券会社は以下の通りである。
| No. | 社名                                 | 設立日         | 株主                                                                           | Web                                     | 備考                       |
| --- | ------------------------------------ | -------------- | ------------------------------------------------------------------------------ | --------------------------------------- | -------------------------- |
| 1   | Lanexang Securities Public Company   | 2010年12月1日  | ラオス開発銀行48.5%、職員0.5%、Sacombank 50.5% 職員0.5%                        | http://www.lxs.com.la/index.php?lang=ja |                            |
| 2   | BCEL-KT Securities Co., Ltd          | 2010年12月20日 | BCEL：70%、KT-Zmico Securities Co., Ltd：30%                                   | http://www.bcel-kt.com/                 |                            |
| 3   | Lao-China Securities Company Limited | 2013年11月16日 | ラオス農業奨励銀行：41%、ラオス情報工業社：20%、Pacific Securities Co.,Ltd:39% |                                         |                            |
| 4   | APM Lao Co.,Ltd                      | 2013年11月16日 | Asset Pro Management Co.,Ltd（タイ） 60%、個人（タイ）20%、個人（ラオス）20%   |                                         | 財務コンサルタント業務のみ |
| 5   | Nomura Securities                    | 2013年2月19日  | Capital Nomura Securities Public Co.,Ltd(タイ）                                |                                         | 代表事務所                 |

## 法律
法律面の整備としては2010年5月24日には証券および証券市場に関する首相令 、さらに2010年7月21日には株式公開に関する規則 と株式会社の設立と活動に関する規則 がそれぞれ公布された。その後2010年11月10日付で証券市場管理規則に関する委員会合意No012/SMCと証券事業に関する会計および監査規則に関する委員会合意No013/SMCも発布されている。また、2011年5月19日にはラオス証券市場における外国人投資家の株式売買規則に関する合意　No.012/SMC、証券事業専門職員管理規則に関する合意　No.013/SMC、情報公開規則に関する合意　No.014/SMCが発布されている。
なお、上場企業への税制優遇については2010年12月28日付け　証券市場における法人税と手数料に関する国家主席令（No.001/P）にて証券市場に登録を行った企業は通常の法人税率の5%減税の優遇を、登録日から4年間受けることが出来るとされる。
また、証券法は2012年12月10日国民議会に提出承認され、2013年1月17日付証券法として発布された。
関連法は以下のとおり。
| 日付             | 名称                                                                 | 番号       |
| ---------------- | -------------------------------------------------------------------- | ---------- |
| 2010年5月24日付  | 証券および証券市場に関する首相令                                     | No.225/PM  |
| 2010年5月25日付  | 証券および証券市場管理委員会設置に関する首相合意                     | No.051/PM  |
| 2010年7月8日付   | 証券および証券市場管理委員会対応委員会の活動と義務に関する委員会合意 | No007/SMC  |
| 2010年7月21日付  | 株式公開に関する規則                                                 | No.008/SMC |
| 2010年7月21日付  | 株式会社の設立と活動に関する規則                                     | No.009/SMC |
| 2010年11月10日付 | 証券市場管理規則に関する委員会合意                                   | No012/SMC  |
| 2010年11月10日付 | 証券事業に関する会計および監査規則に関する委員会合意                 | No013/SMC  |
| 2010年12月28日付 | 証券市場における法人税と手数料に関する国家主席令                     | No.001/P   |
| 2011年5月19日付  | ラオス証券市場における外国人投資家の株式売買規則に関する合意         | No.012/SMC |
| 2011年5月19日付  | 証券事業専門職員管理規則に関する合意                                 | No.013/SMC |
| 2011年5月19日付  | 情報公開規則に関する合意                                             | No.014/SMC |
| 2012年2月24日付  | 証券事業監査に関する規則                                             | No.6/SSMC  |
| 2013年1月17日付  | 証券法                                                               | No.027/NA  |

## 立会時間
立会時間は、8:30～11:00の「一場制」であり、日本などのような「前場」・「後場」といった区分は無い。2011年の開所から同年10月までは一日2回の取引が行われ、その後一日6回（9:00、9:30、10:00、10:30、11:00、11:30）の取引に増加された。その後、2014年12月3日より秒速取引が導入された。
また、2013年11月11日よりオンライン取引が開始されている。